# Pierre runique

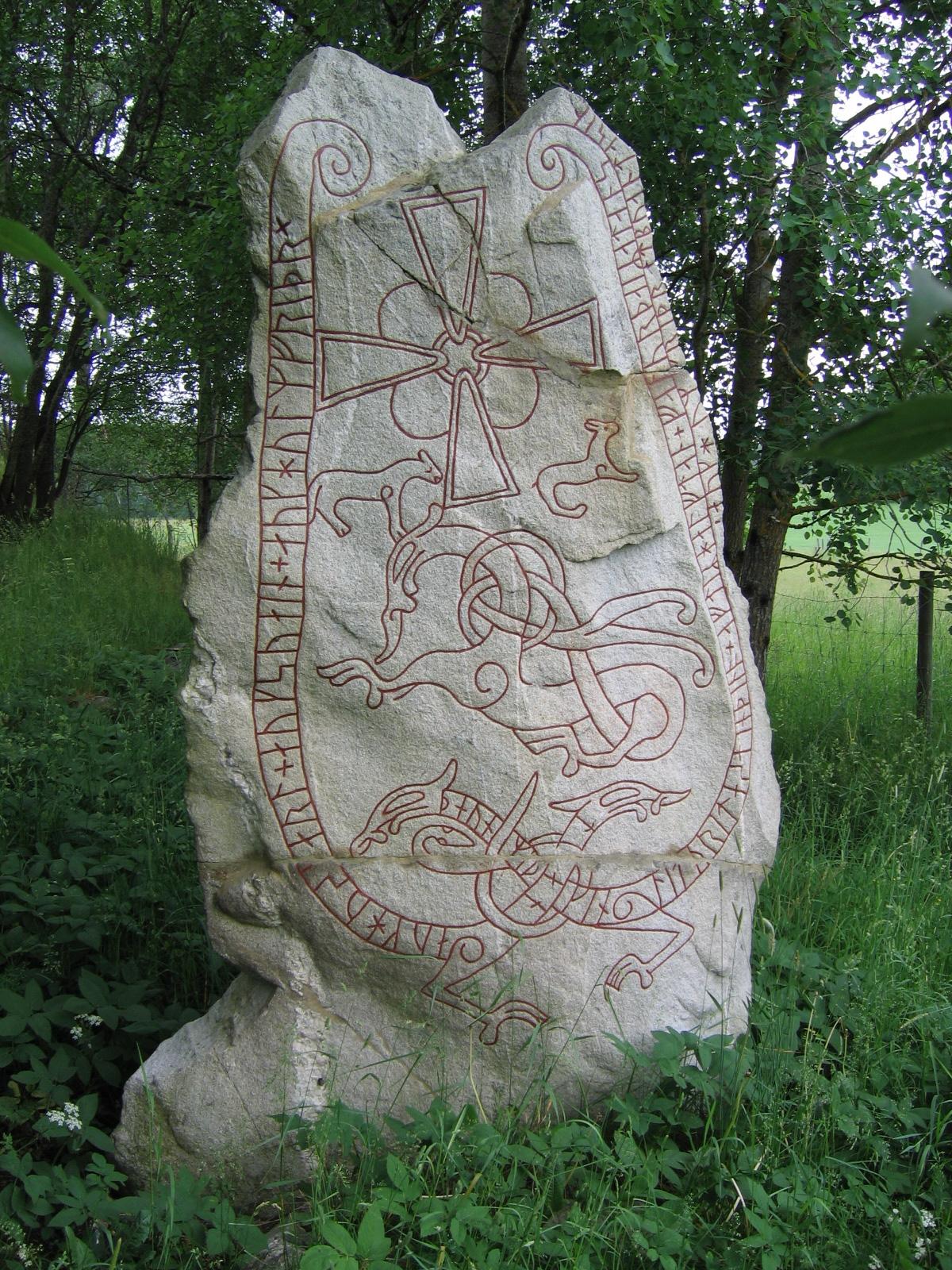
L'une des pierres runiques de Lingsberg, en Suède, datant du XIe siècle

Une pierre runique est une pierre dressée gravée d'inscriptions runiques. Érigées principalement entre les IVe et XIIe siècles et principalement à la fin de l'âge des Vikings, la plupart sont situées en Scandinavie, bien qu'il en existe également en dehors de cette région. Il s'agit souvent de monuments à la mémoire de personnes décédées.

## Histoire

Distribution des pierres runiques en Suède, le pays qui en possède le plus.
Nombre de pierres par 100 km2 :
>10
5-9
1-4
<1
0

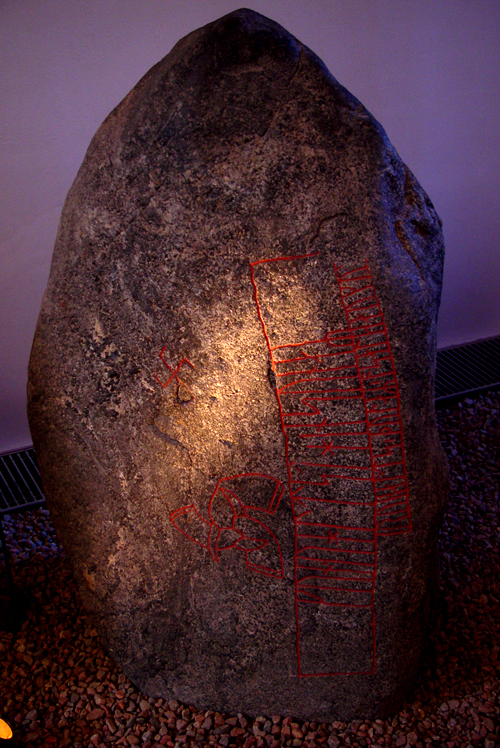
La pierre de Snoldelev, l'une des plus anciennes pierres runiques du Danemark.

La tradition d'élever des pierres portant des inscriptions runiques apparait au IVe siècle dans les actuelles Norvège et Suède. Ces pierres runiques sont alors placées près des tombes,. Ce ne sont toutefois pas des pierres tombales car aucun corps n'est enterré à leurs pieds. Les pierres runiques revêtent un rôle mémoriel important et visent à perpétuer le souvenir des disparus. Au Danemark, les premières pierres runiques apparaissent aux VIe et VIIe siècles. Une cinquantaine de pierres en Scandinavie datent des invasions barbares. La plupart des pierres runiques sont érigées entre 950 et 1100, principalement en Suède et au Danemark, et dans une moindre mesure en Norvège.
Cette tradition est mentionnée dans la saga des Ynglingar et le Hávamál.
La production de la plupart des pierres runiques est un effet de mode qui débute au Danemark dans les années 960. Le roi Harald Ier de Danemark, récemment baptisé, commande la construction d'une pierre runique pour marquer l'arrivée d'un nouvel ordre et d'un nouvel âge. Cette pierre est dédiée à la mémoire de Gorm l'Ancien, son père, et de Thyra, sa mère. Elle comporte trois faces. L'une d'elles comporte la plus ancienne inscription connue se référant au Christ au Danemark. À sa suite, de nombreux chefs de clans imitent volontairement Harald, et une vague de pierres runiques se transmet vers le nord. Dans la plupart des régions, la mode s'éteint après une génération. Dans les provinces suédoises centrales d'Uppland et Södermanland, elle persiste jusqu'au XIIe siècle alors qu'elle a largement disparu au Danemark.
L'érection de pierres runiques se développe particulièrement en lien avec la christianisation de la Suède et permet l'émergence d'une nouvelle façon d'honorer les morts. Sur plus de 2000 inscriptions runiques entre le Xe siècle et le XIIe siècle, la majorité est chrétienne et présente des croix. D'autres pierres runiques semblent être érigées en réaction païenne à la christianisation en cours, arborant des symboles comme le marteau de Thor.

## Composition des motifs
L'art viking évolue fortement sous les influences extérieures et les motifs des pierres suivent cette évolution et rejoignent les différents styles qui se succèdent. La transition la plus marquante et le passage au sens horizontal de l'écriture runique qui était traditionnellement gravée à la verticale. Ce changement s'observe particulièrement sur les pierres de Jelling où la petite pierre préserve une inscription verticale tandis que la plus grande, commandée par Harald, est horizontale.
Les décorations qui recouvrent ces pierres rappellent les enluminures carolingiennes desquelles elles s'inspirent. Elles utilisent la nouvelle version du futhark dont la simplification s'est amorcée au milieu du VIIe siècle.

## Plus ancienne pierre runique connue
En 2021, une pierre runique a été découverte « près du lac Tyrifjorden, au nord-ouest d’Oslo, lors de travaux en vue de la construction d’une ligne ferroviaire. »
La datation d’os et bois carbonisé retrouvés dans une tombe aux côtés de la pierre laisse supposer que celle-ci a été gravée entre l’an un et l’an 250 de notre ère, ce qui en fait la plus ancienne pierre runique connue. Les inscriptions ont jusqu'à 2 000 ans et remontent aux premiers jours de l'histoire énigmatique de l'écriture runique. La pierre a été nommée d'après le lieu de la découverte et s'appelle maintenant la pierre de Svingerud,.

## Distribution
Parmi les 6 000 inscriptions runiques connues en Scandinavie, environ 3 000 sont des pierres runiques.
Il existe également des pierres runiques dans d'autres parties du monde, la tradition ayant été apportée par les Vikings pendant leurs voyages, depuis l'île de Man à l'ouest, jusqu'à la mer Noire à l'est.
Au sein de la Scandinavie, la distribution des pierres est très inégale : le Danemark en compte 250, la Norvège 50 et l'Islande aucune. La Suède en compte entre 1 700 et 2 500,, suivant la définition. Le district suédois d'Uppland compte la plus grande concentration, avec 1 196 inscriptions sur pierre, suivi du Södermanland (391).
En dehors de Scandinavie, l'île de Man possède 30 pierres runiques datant du IXe siècle au début du XIe siècle. Des pierres isolées ont été trouvées en Angleterre, Irlande, Écosse et aux îles Féroé. À l'exception de la pierre runique de Berezan, sur la mer Noire, aucune pierre runique n'a été découverte en Europe de l'Est, sur le territoire de l'ancienne Rus' de Kiev.